# Hosenbienen
Die Hosenbienen, lateinisch Dasypoda, sind eine Gattung von Bienen der Familie Melittidae.

## Merkmale
Die Weibchen sind durch eine sehr deutliche Haarbürste an den Hinterbeinen (daher der Name) und lange Behaarung der beiden letzten Tergite (Endfranse) charakterisiert. Die Männchen sehen ähnlich aus wie Männchen der Gattungen Melitta oder Andrena. Sowohl Männchen als auch Weibchen können im Gelände durch ihren schnellen Flug erkannt werden. Die Hosenbienen sind mit einer Länge von ca. 12 bis 17 mm relativ große Bienen.

## Verbreitung
Hosenbienen sind mit ca. 33 Arten in der Palaearktis verbreitet, sie kommen von Portugal und Marokko bis Japan vor. Besonders viele Arten sind im Mittelmeergebiet zu finden. Im deutschsprachigen Raum (Deutschland, Österreich, Schweiz) kommen fünf Arten der Gattung vor, wovon eine, D. morawitzi, erst vor wenigen Jahren neu für Österreich und Deutschland nachgewiesen wurde. Darüber hinaus wurde eine Art aus dem Großen Afrikanischen Grabenbruch, Äthiopien, beschrieben.
Hosenbienen kommen vor allem in Sand- und Steppengebieten vor.

## Lebensweise
Hosenbienen leben solitär und haben nur eine Generation im Jahr. Sie fliegen in Mitteleuropa typischerweise im Sommer (Juli und August).
Die Weibchen graben bald nach dem Schlüpfen ein Nest in den Boden, wobei oft schütter bewachsene oder kahle Stellen bevorzugt werden. Manchmal werden die Nester in Kolonien angelegt, wobei viele, teils mehr als hundert Nester nahe beieinander sein können. In den Brutzellen am Ende der Nester wird Pollen und Nektar für die Larven eingetragen, wobei der Pollenkuchen in charakteristischer Weise so geformt wird, dass er auf drei kleinen „Füßchen“ steht. Dadurch soll einer Verpilzung vorgebeugt werden.
Die heimischen Hosenbienen sind oligolektisch, das heißt, sie sind auf bestimmte Pollen spezialisiert: D. hirtipes sammelt an bestimmten Asteraceen, D. argentata und D. suripes bevorzugen Kardengewächse.
Weibchen sind über Nacht meistens in den Nestern, deren Eingang sie von innen zuscharren. Männchen klammern sich zum Schlafen oft in Blütenköpfchen von Flockenblumen.

## Systematik
Die Gattung Dasypoda gehört innerhalb der Melittidae zur Unterfamilie der Dasypodainae und ist am nächsten mit den Gattungen Haplomelitta und Samba verwandt, die beide in Afrika vorkommen.
Die Gattung wird in vier Untergattungen eingeteilt: Dasypoda, Heterodasypoda, Megadasypoda und Microdasypoda.

## Einheimische Arten
- D. (Megadasypoda) argentata  (Schweiz, Österreich und Deutschland)
- D. (Dasypoda) hirtipes (= D. plumipes, D. altercator) (Deutschland, Österreich, Schweiz)
- D. (Megadasypoda) suripes Deutschland nur ältere Nachweise, vielleicht inzwischen ausgestorben[7]
- D. (Megadasypoda) braccata (östliches Österreich)[9]
- D. (Dasypoda) morawitzi (Deutschland, nur ein Fundort in Brandenburg, Österreich, Burgenland)[5]

In Frankreich kommen acht Arten vor: D. albimana, D. argentata, D. cingulata, D. crassicornis, D. dusmeti, D. hirtipes, D.  pyrotrochia und D. visnaga.